# ビクトリア・ブストス
ビクトリア・ノエリア・ブストス（Victoria Noelia Bustos、女性、1989年1月7日 - ）は、アルゼンチンのプロボクサーである。サンタフェ州ロサリオ出身。元IBF女子世界ライト級・スーパーライト級王者。

## 来歴
2011年7月8日デビュー。
6戦全勝の後、2012年11月17日にエリカ・ファリアスが持つWBC女子世界ライト級王座に挑戦するが、0-3判定で初黒星。
2013年9月21日、アナ・エステチェが持つアルゼンチン女子王座と空位のIBF世界王座を争い、判定で王座獲得。
2013年11月2日、Roxana Beatriz Laborde相手に初防衛戦を行い、判定で王座初防衛。

## 戦績
- 32戦24勝7敗1分

## 獲得タイトル
- アルゼンチン女子ライト級王座
- 第2代IBF女子世界ライト級王座（防衛5）
- IBF女子世界スーパーライト級暫定王座（防衛0=正規王座に認定）
- 第5代IBF女子世界スーパーライト級王座（防衛0=返上）